# Stepan Astafyev
Stepan Astafyev (Petropavl, 27 de enero de 1994) es un ciclista kazajo.

## Palmarés
2015
- 3.º en el Campeonato de Kazajistán en Ruta

2016
- 1 etapa del Tour de Taiwán

2017
- 1 etapa del Tour de Ucrania

2018
- Gran Premio Side[1]